# Karolinenplatz

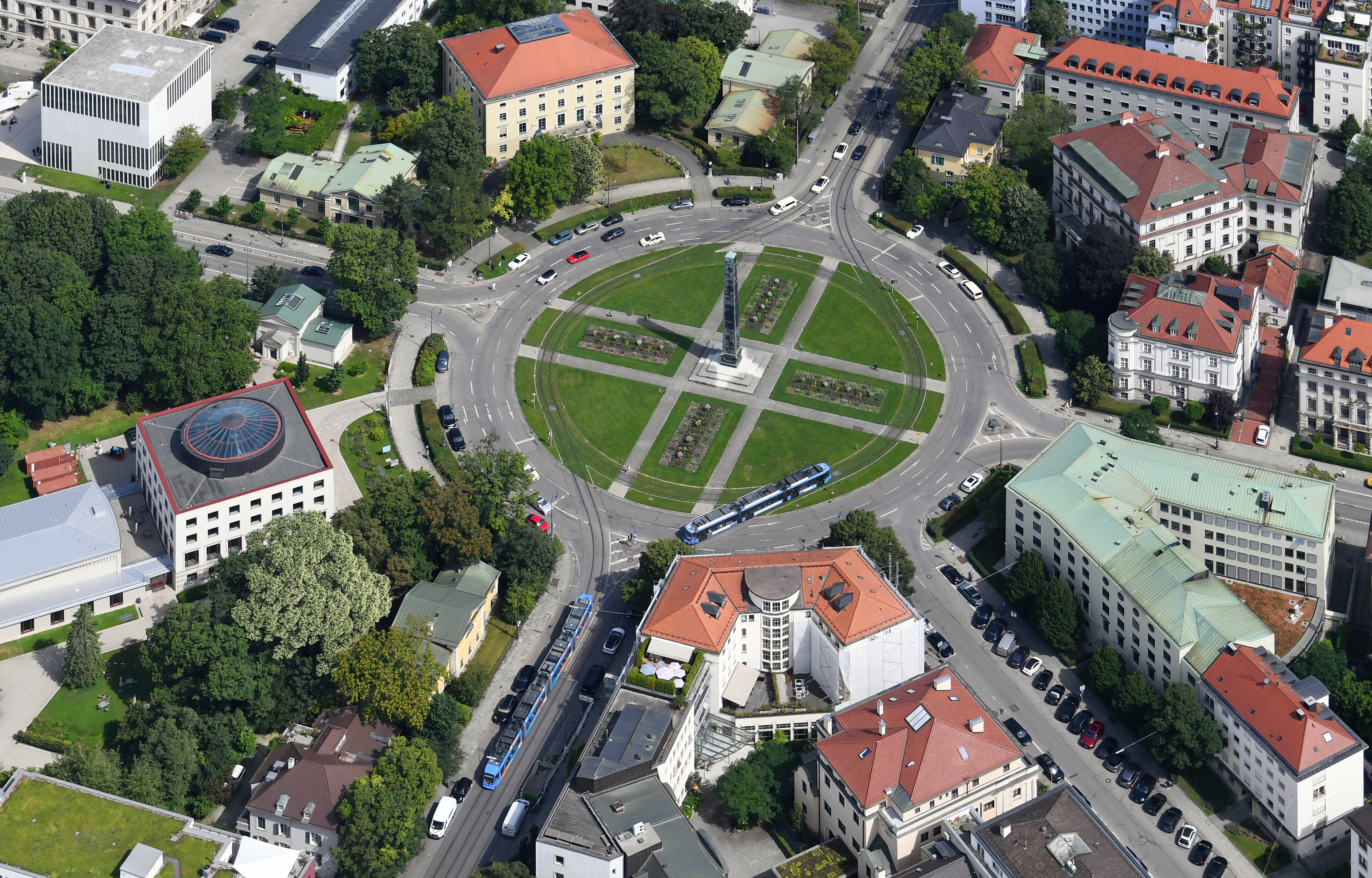
Veduta area del Karolinenplatz

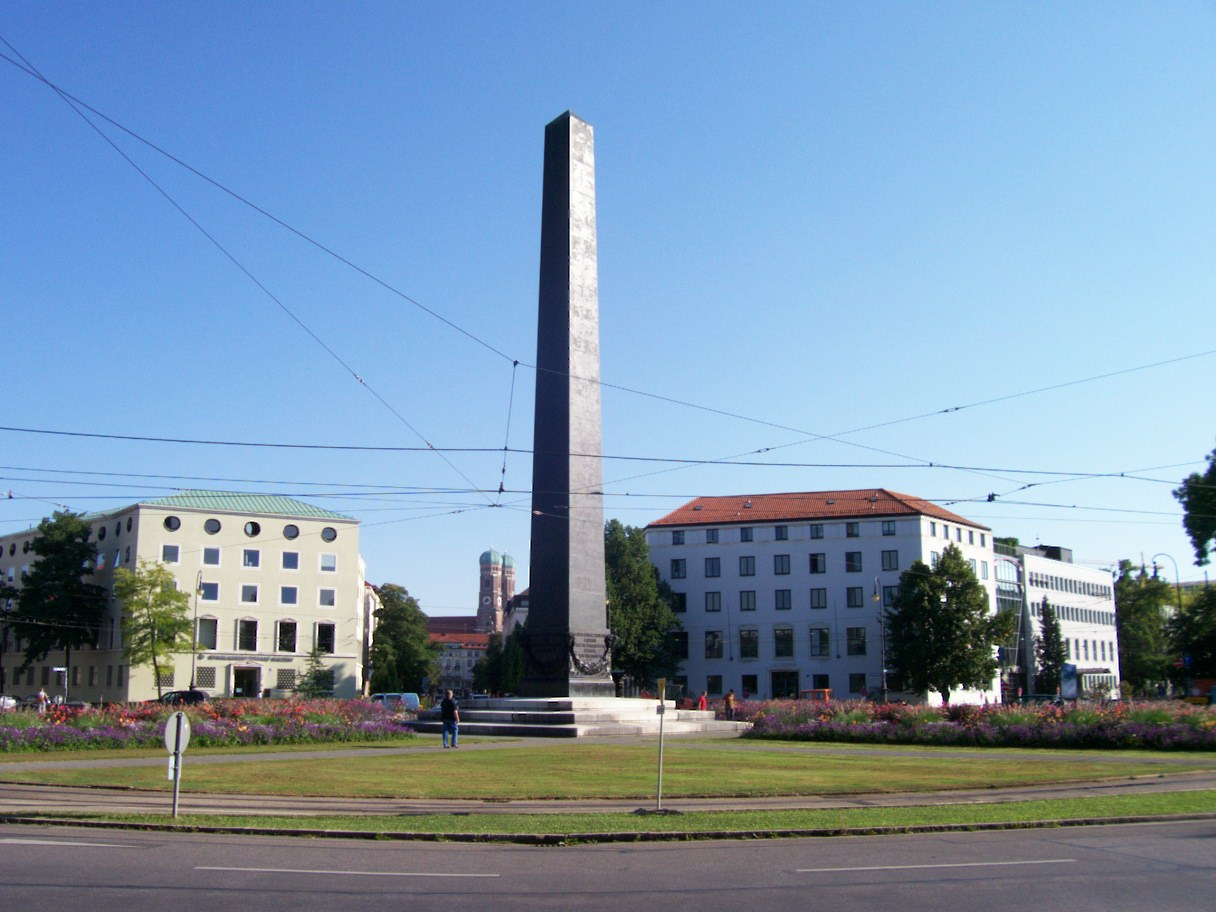
L'obelisco del Karolinenplatz

Il Karolinenplatz è una piazza di Monaco di Baviera.

## Storia
La piazza venne costruita tra il 1809 e il 1812, per volere di Massimiliano I Giuseppe. Il re, infatti, stava progettando l'espansione della città e concentrò in particolar modo l'attenzione su questa zona. Sono poco distanti da questa piazza il Königsplatz e i suoi edifici. Il Karolinenplatz fu la prima piazza della città a forma di stella e venne chiamata così in onore della moglie del re. Il progetto venne affidato a Karl von Fischer. L'obelisco al centro della piazza è opera di Leo von Klenze; è alto 29 m e fu realizzato fondendo i cannoni turchi catturati durante la battaglia di Navarino. L'obelisco commemora i 30.000 soldati bavaresi morti durante la campagna di Russia.